# Neurachne
Neurachne (лат.) — род травянистых растений семейства Злаки (Poaceae), распространённых в Австралии.

## Описание
Дерновинные или столонообразующие многолетние травянистые растения.
Колосковые чешуи безостые или остистые. Верхняя цветковая чешуя заострённая или с остроконечной верхушкой.
Хромосомное число — 2n = 18, 36, 54.

## Виды
Род включает 7 видов:
- Neurachne alopecuroides R.Br. (1810) typus
- Neurachne annularis T.D.Macfarl. (2007)
- Neurachne lanigera S.T.Blake (1972)
- Neurachne minor S.T.Blake (1972)
- Neurachne munroi (F.Muell.) F.Muell. (1874)
- Neurachne queenslandica S.T.Blake (1972)
- Neurachne tenuifolia S.T.Blake (1972)